# 大西広
大西 広（おおにし ひろし、1956年（昭和31年）7月31日 - ）は、日本の経済学者。専門は、マルクス経済学・近代経済学・統計学。京都大学名誉教授。慶應義塾大学名誉教授。

## 略歴
京都府相楽郡出身。本人曰く、実家は地元の電器屋。東大寺学園中学・高校、1980年京都大学経済学部卒業、1985年京都大学経済学研究科博士後期課程修了。1989年1月、京都大学 経済学博士 博士論文の題は「社会統計学における数量モデル研究と統計的認識論」。
1985年立命館大学経済学部助教授、1991年京都大学大学院経済学研究科助教授、同教授、全京都建築労働組合委員長などを歴任。2012年より慶應義塾大学経済学部教授。2022年3月31日慶應義塾大学定年退職、同年慶應義塾大学名誉教授。

## 役職
- 日中友好経済懇話会顧問
- 経済理論学会幹事（2001年 - 2010年、2013年04月 - ）
- 日本現代中国学会理事（2003年09月 - ）
- 国際アジア共同体学会理事（2003年12月 - ）
- World Association for Political Economy副会長（2006年5月 - ）
- 基礎経済科学研究所 副理事長（2011年09月 - ）
- 社会主義理論学会委員（2013年4月 -）
- 北東アジア学会会長（2014年09月 - 2017年09月）

## 主張
ルンペンプロレタリアートまで擁護しかねない左翼のネガティブウェルフェアの揚棄を唱えており、旧ソ連や中国の「社会主義」を社会主義の前段階である国家資本主義とし、新自由主義も共産主義の延長であると主張する徹底した史的唯物論者である。マーガレット・サッチャーを尊敬すると公言する「マルクス主義者」である。あくまで資本労働関係、そしてその土台である生産力、生産力の源泉である技術、によって分析しなければならない（生産力主義）という立場に立つ。資本主義が歴史的な経済段階を規定する一つの明確な単語であるのに対して、社会主義を指す意味が政治体制であったり、計画経済システムを指す経済システムであったりして不明瞭であり、この点をはっきり、何で一体どのように定義すべきか、改めて明確にしたのが大西広である（詳しくは、『資本主義以前の「社会主義」と資本主義後の社会主義』を参照されたい）。
大西に拠れば、産業革命以後、資本が登場し、その蓄積のために（資本の本源的蓄積過程）消費部門への著しい切りつめが行われる。現象としては、それがあらゆる資本主義国の初期段階で見られているように、労働者に対する過酷な資本の管理として現れる。しかし、資本蓄積が進むにつれて、生産部門への投資が徐々に不必要になり、多くの生産要素を消費部門に振り分けることができるようになるため、時代が進めば我々はより大きな厚生を享受できるようになる。これらの主張は、新古典派経済学から取り入れた要素が多く、マルクスの成長モデルを新古典派的に改良したモデルを大西は考案している。周辺には数理マルクス経済学や分析的マルクス主義がいる。これらに対しては「窮乏化」論から批判する意見もある。
六四天安門事件における中国政府の対応を、「鄧小平の決断によるあの弾圧がなければ現在の中国の経済発展はない」」と礼賛する発言を行っている。なお、鄧小平の強引な政治手法については、保守派だけでなく共産党、中核派、革マル派、革労協なども、大西の見解とは大きく異なり厳しく批判している。少数民族の問題に関しても当該民族の自助努力の欠如に原因を求める風が強く、民族や出自など本人の努力をもってしても変えることの不可能な要素にまで自己責任論を持ち込んでいる（詳細は『チベット問題とは何か―“現場”からの中国少数民族問題』を参照のこと）。

## 著作

### 単著
- 『長期法則とマルクス主義ー右翼、左翼、マルクス主義』花伝社、2018年
- 『中国に主張すべきは何か―西方化、中国化、毛沢東回帰の間で揺れる中国』かもがわ出版、2012年
- 『マルクス経済学』慶應義塾大学出版会、2012年
- 『現場からの中国論―社会主義に向かう資本主義』大月書店、2009年
- 『チベット問題とは何か―“現場”からの中国少数民族問題』かもがわ出版、2008年 ISBN 4780301947
- 『中国はいま何を考えているか : ナショナリズムの深層』大月書店、2005年 ISBN 4272210858
- 『中国特需―脅威から救世主へと変わる中国』京都総合研究所、2004年
- 『グローバリゼーションから軍事的帝国主義へ―アメリカの衰退と資本主義世界のゆくえ』大月書店、2003年
- 『環太平洋諸国の興亡と相互依存―京大環太平洋モデルの構造とシミュレーション』京都大学学術出版会、1998年
- 『資本主義以前の「社会主義」と資本主義後の社会主義―工業社会の成立とその終焉』大月書店、1992年 ISBN 4272110721

### 共編著
- (大西広編著)『中成長を模索する中国　「新常態」への政治と経済の揺らぎ』慶應義塾大学出版会、2016年
- （碓井敏正）『格差社会から成熟社会へ』大月書店、2007年
- （矢野剛）『中国経済の数量分析』世界思想社［SEKAISHISO SEMINAR］、2003年
- （三土修平）『新しい教養のすすめ 経済学』昭和堂、2002年
- （碓井敏正）『ポスト戦後体制への政治経済学』大月書店、2001年 ISBN 427221070X
- （鈴木茂、井内尚樹）『中小企業とアジア』昭和堂、1999年
- （大谷禎之介、山口正之）『ソ連の「社会主義」とは何だったのか』大月書店、1996年
- （山本広太郎、揚武雄、角田修一）『経済学史』青木書店、1995年
- （田中雄三、溝端佐登史）『再生に転じるロシア―ロシア経済調査団報告』機関紙共同出版、1993年
- （木原正雄、溝端佐登史）『経済システムの転換―20世紀社会主義の実験』世界思想社［SEKAISHISO SEMINAR］、1993年
- （野沢正徳、木下滋）『自立と協同の経済システム』大月書店、1991年

### 共著
- （藤山英樹）『経済=統計学―基礎理論の理解と習得』昭和堂、2008年
- （望田幸男、杉本昭七、藤岡惇、浅井基文、田中則夫）『国際平和と「日本の道」―東アジア共同体と憲法九条』昭和堂、2007年
- （神山義治、小栗 崇資、長島隆）『資本主義はどこまできたか―脱資本主義性と国際公共性』日本経済評論社、2005年
- （泉弘志、藤江昌嗣、藤井輝明、木下滋）『経済統計学の現代化』晃洋書房、1995年
- （山口正之、森岡孝二）『どこへ行く社会主義と資本主義』かもがわ出版［かもがわブックレット］、1990年